# 李守恩
李守恩（10世纪？—1000年），雲州雲中县人，北宋将领，李漢超的儿子。
李守恩开始担任齐州牙职。开宝二年（969年），赵匡胤親征北汉，李守恩在父亲麾下从軍。辽朝援軍相助北漢，抵达定州曲陽县的嘉山，李守恩率牙兵数千騎击破遼軍，斬首三千人，俘获首領二十七人。趙匡胤对他褒賞，称赞他有将帥之才。太平兴国二年（977年）李漢超去世，他被提拔为驍猛軍校。累進隴州刺史、灵州知州。咸平三年（1000年）九月，与转運使陳緯運糧路过瀚海，被李继迁軍襲击，他和儿子李象之、李望之、弟弟李守忠全部阵亡，被追贈为洪州观察使。

## 子
- 李象之（广文助教）
- 李望之（隴州衙内指揮使）
- 李祐之
- 李順之
- 李用之
- 李潤之
- 李慶之
- 李成之
- 李藏之